# Podalonia affinis
Podalonia affinis är en biart som först beskrevs av W. Kirby 1798.  Podalonia affinis ingår i släktet Podalonia och familjen grävsteklar. Enligt den finländska rödlistan är arten starkt hotad i Finland. Arten är reproducerande i Sverige. Artens livsmiljö är åsmoskogar.

## Underarter
Arten delas in i följande underarter:
- P. a. affinis
- P. a. concolor
- P. a. ulanbaatorensis